# Chigateri
Chigateri är en ort i Indien.   Den ligger i distriktet Davanagere och delstaten Karnataka, i den södra delen av landet, 1 500 km söder om huvudstaden New Delhi. Chigateri ligger 600 meter över havet och antalet invånare är 5 492.
Terrängen runt Chigateri är platt, och sluttar österut. Runt Chigateri är det ganska tätbefolkat, med 214 invånare per kvadratkilometer. Närmaste större samhälle är Harpanahalli, 11,4 km väster om Chigateri. Trakten runt Chigateri består till största delen av jordbruksmark.